# Interpreta a Manuel de Falla
Albums de Paco de Lucía
Almoraima
(1976) Castro Marín
(1981)
Interpreta a Manuel de Falla est un album du guitariste de flamenco Paco de Lucía publié en 1978. Il y joue des compositions de Manuel de Falla.

## Titres
Toute la musique est composée par Manuel de Falla.
| No  | Titre                                                 | Durée |
| --- | ----------------------------------------------------- | ----- |
| 1.  | Danza de los Vecinos (extrait de Le Tricorne)         | 3:09  |
| 2.  | Danza ritual del fuego (extrait de L'Amour sorcier)   | 4:24  |
| 3.  | Introducción y pantomima (extrait de L'Amour sorcier) | 2:59  |
| 4.  | El Paño Moruno (extrait de Siete Canciones Populares) | 1:27  |
| 5.  | Danza del Molinero (extrait de Le Tricorne)           | 3:04  |
| 6.  | Danza (extrait de La Vida breve)                      | 3:24  |
| 7.  | Escena (extrait de L'Amour sorcier)                   | 1:25  |
| 8.  | Canción del fuego fatuo (extrait de L'Amour sorcier)  | 4:05  |
| 9.  | Danza del terror (extrait de L'Amour sorcier)         | 1:48  |
| 10. | Danza de la Molinera (extrait de Le Tricorne)         | 4:01  |

## Musiciens
- Paco de Lucía, Ramón de Algeciras : guitare
- Pepe de Lucía : chant
- Jorge Pardo : flûte
- Alvaro Yebenes : basse
- Rubem Dantas : percussions
- Pedro Ruy-Blas : batterie